# Mount Axtell
Mount Axtell ist ein niedriger, dennoch erkennbarer Berggipfel im westantarktischen Ellsworthland. Er ragt 2,5 km südöstlich des Mount Tidd in den Pirrit Hills aus dem umgebenden antarktischen Kontinentaleis auf.
Seine Position wurde am 7. Dezember 1958 von der US-amerikanischen Ellsworth-Byrd Traverse Party bestimmt und er nach William R. Axtell Jr. (1924–1974) benannt, Koch auf der Ellsworth-Station und Mitglied dieser Mannschaft.